# Janisław
Janisław – imię męskie, będące neologizmem utworzonym poprzez dodanie do imienia Jan typowej dla imion słowiańskich końcówki -sław.
Janisław imieniny obchodzi 24 czerwca.
Osoby noszące to imię:
- Janisław – arcybiskup gnieźnieński (? – 1341)
- Janisław Sipiński – polski bokser
- Janisław Muszyński – polityk, przedsiębiorca

Zobacz też:
- Janisławice (województwo wielkopolskie)